# Marzotto SpA
Le groupe Marzotto SpA est issu d'une très ancienne société italienne de fils de laine et de mode. Le siège est implanté à Valdagno, dans la province de Vicence, en Vénétie, dans le Nord-Est de l'Italie.

## Histoire
Alors que l'Italie n'existait encore pas, sa création avec l'unification du pays interviendra en 1860, dans la bourgade de Valdagno, Luigi Marzotto crée en 1836 la société Lanificio Luigi Marzotto & Figli. 
Le fondateur, Luigi Marzotto, commencera une petite activité familiale avec l'aide de douze salariés.
En 1842, la direction de l'entreprise est transmise à son fils, Gaetano Marzotto, né en 1820. Il développe la production et, en 1869, lorsque le fondateur décède, les ateliers sont équipés de puissantes turbines. En 1876, les effectifs sont passés à plus de 400. En 1879 l'entreprise crée une filature dans la commune voisine de Maglio di Sopra. Au début de l'année 1900 les deux usines alimentées par l'électricité produite par l'usine hydroélectrique de Recoaro donnent du travail à 1 700 personnes.
En 1910, à la suite du décès de Gaetano Marzotto, son fils Vittorio Emanuele, né en 1858, lui succède. Il fait preuve d'un sang froid audacieux et est le premier industriel de sa spécialité à innover avec l'utilisation à grande échelle de la mécanisation des ateliers et la rationalisation du travail. Il transforme alors l'entreprise Marzotto en un grand groupe industriel qui prend de grosses parts de marché en Italie mais aussi à l'exportation.
Après l'assassinat de Vittorio Emanuele, c'est son fils Gaetano, né en 1894 qui rachètera les parts de l'entreprise détenues par les membres de la famille afin d'éviter les divisions. La société qui occupait plus de 1 200 salariés, sera relancée et son outillage rénové, des méthodes modernes de gestion seront appliquées. Un respect rigoureux des horaires de travail ainsi que la rationalisation des tâches permirent un fort développement et les effectifs atteindront 3 500 salariés en 1931, avec une production de tissus plus que doublée et celle des fils quadruplée. 
Grâce à l'apport industriel des Marzotto, la petite bourgade de Valdagno a connu un fort essor avec la réalisation de la Cité sociale financée par Gaetano Marzotto qui, très en avance sur son temps, fournira les logements à tous ses ouvriers, les villas aux dirigeants avec toute une série d'avantages pour les familles. Le village ouvrier des Marzotto, implanté à l'entrée de Valdagno, comprenait : une crèche, des écoles, un hôpital, une maison de repos, une boulangerie et une ferme modèle. Pour les loisirs, un centre d'activités et un théâtre leur étaient ouverts, pour les enfants, une colonie dans les Dolomites et à Marina di Venezia les accueillait durant les vacances d'hiver et d'été, et les adultes pouvaient passer leurs vacances à l'hôtel sur le mont Albieri.
En 1982, les rênes du groupe furent cédées à Pietro Marzotto qui continuera à développer l'entreprise avec des rachats de sociétés concurrentes dès le début des années 80 :
- 1985, rachat du groupe Bassetti et le « Linificio e Capanificio Nazionale », grand spécialiste du linge de maison et les filatures de lin,
- 1987, reprise de Lanerossi, célèbre société de filature de laine,
- 1991, rachat de Hugo Boss, grand nom du prêt-à-porter en Allemagne avec de nombreux produits dérivés comme les parfums,
- 1994, rachat de Lanificio Nová Mosilana de Brno, en République tchèque
- 2000, reprise de Liteksas & Calw AB de Kaunas, en Lituanie,
- 2002, ce sera la reprise de la célèbre maison de haute couture Valentino S.p.A. fondée à l'origine par couturier Valentino Garavani et appartenant depuis 1998 à un conglomérat italien.

En 2005, le groupe se restructure et se divise en deux unités industrielles : d'un côté les activités « textiles » sous le label Marzotto SpA, de l'autre « l'habillement » avec la création de Valentino Fashion Group. Une participation majoritaire dans la partie « habillement » est prise en 2007 par le fonds d'investissement britannique Permira, puis revendue en 2012 à un fonds qatari.
Actuellement le groupe Marzotto, premier groupe mondial de sa spécialité, est organisé de la manière suivante :
- la division tissus avec les marques : Marzotto, Guabello, Marlane, Estethia-G.B.Conte, Lanerossi, Tallia di Delfino et Tessuti di Sondrio,
- la division tissus de soie avec Ratti,
- la division filature de laine avec Filivivi,
- la division filature de lin avec Linificio e Canapificio Nazionale.